# 丁日近
丁日近（1553年—1604年），字光元，號午亭，福建晉江縣（在今福建省泉州市境）人，明朝政治人物。同進士出身。

## 生平
萬曆七年（1579年）己卯科順天鄉試舉人。万历十七年，登己丑科三甲二百四十名进士，户部觀政，十九年四月授郾城县知县，二十一年调高淳县知县，二十六年升任南京户部江西司主事，次年管淮安鈔關，本年养病。卒年五十二。著有《午亭诗文集》。

## 家族
曾祖丁德，壽官；祖丁懌，封主事；父丁自申，庚戌進士，梧州知府。